# Az új Scooby-Doo és Scrappy-Doo-show
Az új Scooby-Doo és Scrappy-Doo-show (eredeti címén: The New Scooby and Scrappy Doo Show, majd a második évadtól The New Scooby-Doo Mysteries) az eredeti Hanna-Barbera szombat reggeli rajzfilmsorozata, a Scooby-Doo, merre vagy? ötödik spin-offja, tehát a hatodik tagja a Scooby-Doo-franchisenak, mely 1983-tól 1984-ig volt új részekkel az ABC műsorán Amerikában. Magyarországon a Zoom Kft. jelentetett meg belőle egy epizódot VHS-en a 90-es években.
A sorozat egyike azon Scooby-Doo feldolgozásoknak, melyben nem az eredeti felállás (Scooby-Doo, Bozont, Vilma, Diána, Fred) jelenik meg, itt Scooby, Bozont, Diána és Scrappy fejtik meg a rejtélyeket. De az eredeti Scooby-Doo, merre vagy? elemei megjelennek benne.
Egy-egy epizód két, 11 és fél perces részből, rejtélyből áll általában. (nem pedig egy, 23 percesből)

## Szereplők
| Karakter             | Eredeti hang  | Magyar hang        |
| -------------------- | ------------- | ------------------ |
| Scooby-Doo (Bamba)   | Don Messick   | Kristóf Tibor      |
| Scrappy-Doo (Pöttöm) | Don Messick   | Szokol Péter       |
| Bozont (Kócos)       | Casey Kasem   | Pusztaszeri Kornél |
| Diána (Daphne)       | Heather North | Csondor Kata       |

## Epizódok
Összesen két évad került leadásra, mindkettő 13 epizódot tartalmazott, és ezek közül öt darab egy huszonhárom perces résszel, huszonegy pedig két darab tizenegy perces résszel rendelkezett. Az első évadot The New Scooby and Scrappy Doo Show címmel látták el, de mivel a cím túl hosszú volt, illetve már nem érezték szükségét feltüntetni a címben is, hogy Scrappy-Doo is szerepel, a második évad The New Scooby-Doo Mysteries cím alatt indult el. Az első epizód 1983. szeptember 10-én került adásba, az utolsó pedig egy 23 perces karácsonyi különkiadásként 1984. december 11-én debütált. Ez az epizód később DVD-n is kiadásra került a Scooby-Doo! 13 Holiday Chills and Thrills című köteten, mely 13 téli témájú Scooby-Doo epizódot tartalmazott ezen kívül még a Scooby-Doo, merre vagy?, Scooby-Doo-show, Scooby-Doo újabb kalandjai, Mizújs, Scooby-Doo?, Scooby-Doo és Scrappy-Doo és Scooby-Doo: Rejtélyek nyomában sorozatokból. Hasonló összeállítás volt még egy korábbi DVD, a Scooby-Doo! Winter Wonderdog, melyen négy epizódot lehetett megtalálni ebben a témában, köztük ezzel az epizóddal. A sorozat összes része viszont nem került kiadásra, és a Warner Bros. nem is tervezi azt. Ismétlései külföldi Boomerang csatornákon a mai napig láthatóak. Hat epizódban Fred és/vagy Vilma is megjelenik.

### Évados áttekintés
| Évad | Évad | Epizódok | Eredeti sugárzás     | Eredeti sugárzás   | Magyar sugárzás         | Magyar sugárzás         |
| Évad | Évad | Epizódok | Évadpremier          | Évadfinálé         | Évadpremier             | Évadfinálé              |
| ---- | ---- | -------- | -------------------- | ------------------ | ----------------------- | ----------------------- |
|      | 1    | 13 (24)  | 1983. szeptember 10. | 1983. december 10. | Nem jelent meg magyarul | Nem jelent meg magyarul |
|      | 2    | 13 (20)  | 1984. szeptember 8.  | 1984. december 1.  | Nem jelent meg magyarul | Nem jelent meg magyarul |

### 1. évad
| #  | Eredeti cím                     | Magyar cím                      | Eredeti premier      | Magyar premier          |
| -- | ------------------------------- | ------------------------------- | -------------------- | ----------------------- |
| 1  | Scooby the Barbarian            | Nem jelent meg magyarul         | 1983. szeptember 10. | Nem jelent meg magyarul |
| 1  | No Sharking Zone                | Nem jelent meg magyarul         | 1983. szeptember 10. | Nem jelent meg magyarul |
| 2  | Scoobygeist                     | Nem jelent meg magyarul         | 1983. szeptember 10. | Nem jelent meg magyarul |
| 2  | The Quagmire Quake Caper        | Nem jelent meg magyarul         | 1983. szeptember 10. | Nem jelent meg magyarul |
| 3  | Hound of the Scoobyvilles       | Nem jelent meg magyarul         | 1983. szeptember 17. | Nem jelent meg magyarul |
| 3  | The Dinosaur Deception          | Nem jelent meg magyarul         | 1983. szeptember 17. | Nem jelent meg magyarul |
| 4  | The Creature Came from Chem Lab | Nem jelent meg magyarul         | 1983. szeptember 17. | Nem jelent meg magyarul |
| 4  | No Thanks, Masked Manx          | Nem jelent meg magyarul         | 1983. szeptember 17. | Nem jelent meg magyarul |
| 5  | Scooby of the Jungle            | Nem jelent meg magyarul         | 1983. szeptember 24. | Nem jelent meg magyarul |
| 5  | Scooby-Doo and Cyclops, Too     | Nem jelent meg magyarul         | 1983. szeptember 24. | Nem jelent meg magyarul |
| 6  | Scooby Roo                      | Nem jelent meg magyarul         | 1983. október 1.     | Nem jelent meg magyarul |
| 6  | Scooby's Gold Medal Gambit      | Nem jelent meg magyarul         | 1983. október 1.     | Nem jelent meg magyarul |
| 7  | Wizards and Warlocks            | Varázslók és boszorkánymesterek | 1983. október 8.     | 1990-es évek (VHS)      |
| 7  | Scoobsie                        | Nem jelent meg magyarul         | 1983. október 8.     | Nem jelent meg magyarul |
| 8  | The Mark of Scooby              | Nem jelent meg magyarul         | 1983. október 15.    | Nem jelent meg magyarul |
| 8  | The Crazy Carnival Caper        | Nem jelent meg magyarul         | 1983. október 15.    | Nem jelent meg magyarul |
| 9  | Scooby and the Minotaur         | Nem jelent meg magyarul         | 1983. október 29.    | Nem jelent meg magyarul |
| 9  | Scooby Pinch Hits               | Nem jelent meg magyarul         | 1983. október 29.    | Nem jelent meg magyarul |
| 10 | The Fall Dog                    | Nem jelent meg magyarul         | 1983. november 5.    | Nem jelent meg magyarul |
| 10 | The Scooby Coupe                | Nem jelent meg magyarul         | 1983. november 5.    | Nem jelent meg magyarul |
| 11 | Who's Minding the Monster?      | Nem jelent meg magyarul         | 1983. november 26.   | Nem jelent meg magyarul |
| 11 | Scooby ala Mode                 | Nem jelent meg magyarul         | 1983. november 26.   | Nem jelent meg magyarul |
| 12 | Where's Scooby Doo?             | Nem jelent meg magyarul         | 1983. december 3.    | Nem jelent meg magyarul |
| 13 | Wedding Bell Boos!              | Nem jelent meg magyarul         | 1983. december 10.   | Nem jelent meg magyarul |

### 2. évad
| #  | Eredeti cím                            | Magyar cím              | Eredeti premier      | Magyar premier          |
| -- | -------------------------------------- | ----------------------- | -------------------- | ----------------------- |
| 1  | Happy Birthday, Scooby-Doo             | Nem jelent meg magyarul | 1984. szeptember 8.  | Nem jelent meg magyarul |
| 2  | Scooby's Peep-Hole Pandemonium         | Nem jelent meg magyarul | 1984. szeptember 15. | Nem jelent meg magyarul |
| 2  | The Hand of Horror                     | Nem jelent meg magyarul | 1984. szeptember 15. | Nem jelent meg magyarul |
| 3  | Scoo-Be or Not Scoo-Be?                | Nem jelent meg magyarul | 1984. szeptember 22. | Nem jelent meg magyarul |
| 3  | The Stoney Glare Stare                 | Nem jelent meg magyarul | 1984. szeptember 22. | Nem jelent meg magyarul |
| 4  | Mission: Un-Doo-Able                   | Nem jelent meg magyarul | 1984. szeptember 29. | Nem jelent meg magyarul |
| 4  | The Bee Team                           | Nem jelent meg magyarul | 1984. szeptember 29. | Nem jelent meg magyarul |
| 5  | A Code in the Nose                     | Nem jelent meg magyarul | 1984. október 6.     | Nem jelent meg magyarul |
| 5  | Doom Service                           | Nem jelent meg magyarul | 1984. október 6.     | Nem jelent meg magyarul |
| 6  | Ghosts of the Ancient Astronauts       | Nem jelent meg magyarul | 1984. október 13.    | Nem jelent meg magyarul |
| 7  | The Night of the Living Toys           | Nem jelent meg magyarul | 1984. október 20.    | Nem jelent meg magyarul |
| 7  | South Pole Vault                       | Nem jelent meg magyarul | 1984. október 20.    | Nem jelent meg magyarul |
| 8  | A Halloween Hassle at Dracula's Castle | Nem jelent meg magyarul | 1984. október 27.    | Nem jelent meg magyarul |
| 9  | A Night Louse at the White House       | Nem jelent meg magyarul | 1984. november 3.    | Nem jelent meg magyarul |
| 10 | The 'Dooby Dooby Doo' Ado              | Nem jelent meg magyarul | 1984. november 10.   | Nem jelent meg magyarul |
| 10 | Showboat Scooby                        | Nem jelent meg magyarul | 1984. november 10.   | Nem jelent meg magyarul |
| 11 | Sherlock Doo                           | Nem jelent meg magyarul | 1984. november 17.   | Nem jelent meg magyarul |
| 12 | A Scarey Duel with a Cartoon Ghoul     | Nem jelent meg magyarul | 1984. november 24.   | Nem jelent meg magyarul |
| 12 | E*I*E*I*O                              | Nem jelent meg magyarul | 1984. november 24.   | Nem jelent meg magyarul |
| 13 | The Nutcracker Scoob                   | Nem jelent meg magyarul | 1984. december 1.    | Nem jelent meg magyarul |

## Fordítás
- Ez a szócikk részben vagy egészben  a   The New Scooby and Scrappy-Doo Show című angol Wikipédia-szócikk ezen változatának fordításán alapul.  Az eredeti cikk szerkesztőit annak laptörténete sorolja fel. Ez a jelzés csupán a megfogalmazás eredetét és a szerzői jogokat jelzi, nem szolgál a cikkben szereplő információk forrásmegjelöléseként.